# Bel Kaufman
Bella Kaufman (Berlín, 19 de mayo de 1911-Nueva York, 25 de julio de 2014) fue una profesora universitaria y escritora estadounidense de origen alemán, conocida por escribir el best-seller de 1964 Up the Down Staircase.

## Biografía
El padre de Bella, Michael Kaufman (Mikhail Y. Koyfman) y su mujer, Lala (Lyalya) Kaufman (apellido de soltera Rabinowitz) eran judíos de Rusia y se casaron en 1909. Bella Kaufman nació en Berlín en 1911, donde su padre estudiaba medicina. Su familia volvió a Rusia donde su padre completó sus estudios. Su padre ejerció como físico y su madre, la segunda hija del famoso escritor Yiddish Sholem Aleichem, también empezó a escribir con el nombre de Lala Kaufman.
Bel era la más grande de dos hermanos. Su hermano Sherwin nueve años más tarde y vivió en Nueva York como físico. Creció en Odessa y Kiev y, en lengua rusa, publicó su primer poema "Spring," en una revista ucraniana. Ella recuerda así esos años en Ucrania. 
Los cadáveres estaban congelados en posiciones peculiares en la calle ", recordó."La gente comía pan hecho con cáscaras de guisantes porque no había harina".
Kaufman emigró a los Estados Unidos en 1922 a la edad de 12 años junto a sus padres. Vivieron en Newark, Nueva Jersey, donde su padre ejerció la medicina hasta su muerte en 1938. Su madre inicialmente escribió en ruso pero siguió haciendo historias y sketches en Yiddish durante muchos algunos años en la revista Jewish Daily Forward (Forverts), y algunos de sus trabajos de Sholem Aleichem fueron traducidos del ruso al Yiddish.
Bel Kaufman comenzó a aprender inglés a su llegada a Estados Unidos pero le resultó difícil. Al ingresar a la escuela pública a los 12 años, la colocaron en clases con estudiantes de primer grado con dificultades debido al idioma. Asistió al Hunter College en Nueva York, y se graduó magna cum laude en 1934 con el título de bachiller. Un maestro la ayudó a aprender el idioma inglés en sus años de primaria y fue a través de ella, que llegó a amar la literatura inglesa. En 1936, Bel se graduó en un Máster de literatura en la Universidad de Columbia.

## Carrera

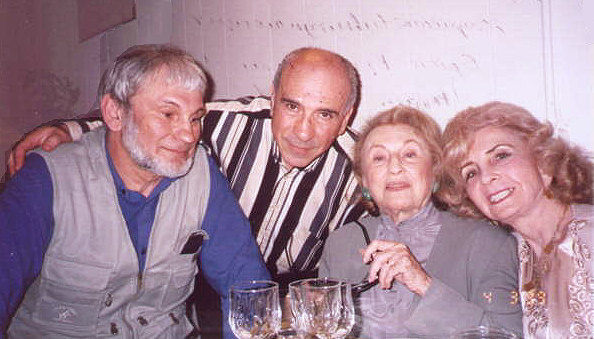
Gennadiy Prashkevich (izquierda) y Bel Kaufman (segunda por la derecha)

Kaufman comenzó a trabajar como profesora en diferentes institutos de Nueva York, mientras trabajaba a tiempo parcial como escritora con artículos para la revista   Esquire ) bajo el nombre de Bel Kaufman, abreviado porque Esquire solo aceptaba manuscritos de autores masculinos.
En 1964, publicó Contra corriente, una novela sobre una joven e idealista graduada universitaria que se convierte en profesora de inglés en una escuela secundaria de la ciudad de Nueva York y se ocupa de la cruda realidad de sus colegas y estudiantes. El libro se basaba en sus propias experiencias.  Contra corriente  se convirtió en un enorme éxito, permaneciendo en la lista de los más vendidos durante 64 semanas. En 1967, el libro se convirtió en una  película del mismo nombre. También se adaptó al teatro, con más de 100 producciones teatrales de Broadway y off Broadway. Tuvo de un éxito considerable durante más de 40 años y es una adaptación muy habitual en escuelas secundarias y universidades.
En 1979, Kaufman publicó su segunda novela, Amor, etc., que tuvo malas críticas. Más tarde escribió varios cuentos y continuó como maestra y conferenciante en Nueva York. Según Pearson Education, Kaufman ha escrito: "No me gusta escribir. Realmente odio escribir, y prefiero hacer cualquier otra cosa. Pero la alegría llega cuando, casi a mi pesar, me acerco a lo que quiero decir. Una frase o un idea salta de la página ".
Con 99 años, Bel Kaufman fue contratada por la Hunter College en febrero de 2011 para impartir un curso sobre humor judío. Cumplió los 100 años durante su primer semestre de instrucción. "Estoy demasiado ocupada para envejecer", señaló Kaufman, que pasó sus días escribiendo en su estudio lleno de libros en el Upper East Side de Manhattan.

## Vida personal
Kaufman se casó con Sydney Goldstine en 1936 después de su graduación en Columbia. Tuvieron dos niños: Jonathan (profesor de ciencia informatíca) y Thea (una psicóloga ). Se divorciaron en la décadsa de los 60. En los 70, se casó en segundas nupcias con Sidney J. Gluck hasta la muerte de éste en 2012.

## Muerte
Bel Kaufman murió en New York el 25 de julio de 2014, a la edad de 103 años. Sobrevivió a su marido, a su hermano Sherwin Kaufman, a sus hijos Thea y Jonathan Goldstine y a su nieta Susan Goldstine.